# Kantonalbankgebäude Bern

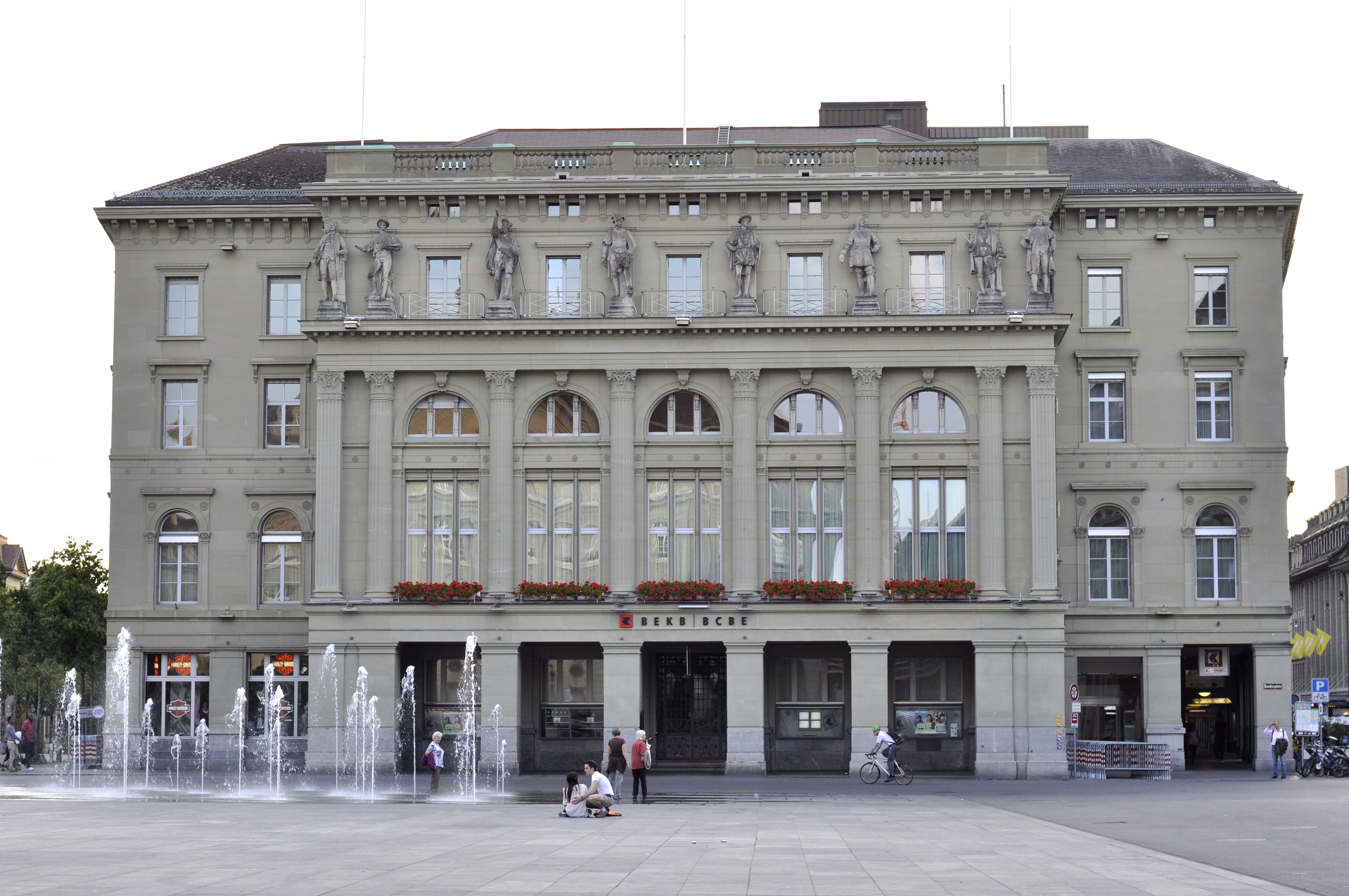
Die Ostfassade des Kantonalbankgebäudes

Das Kantonalbankgebäude ist ein monumentales Bauwerk am Bundesplatz in Bern.
Es wurde ab 1867 als Gesellschaftshaus Museum von Architekt Johann Caspar Wolff erbaut und am 21. April 1869 mit einem Festkonzert der Musikgesellschaft eröffnet. Bis 1903 diente das Erdgeschoss als Lesezirkel und der Saal im ersten Stock als Konzertsaal, in dem auch Vorträge, Feste und Bälle stattfanden. Danach wurde das Gebäude bis 1906 zum Hauptgebäude der Berner Kantonalbank umgebaut.

## Attika-Standbilder
Die Fassade wurde 1871 mit einer Reihe von überlebensgrossen Attika-Standbildern versehen. Diese wurden von Theodor Zeerleder gestiftet, jedoch von Robert Dorer entworfen und von Ludwig Keiser und Heinrich Rudolf Meili geschaffen. Sie wurden im Oktober 1924 durch Kopien ersetzt.
- 1. Albrecht von Haller, (1708–1777)[2]
- 2. Niklaus Manuel, (1484–1530)[Ref?]
- 3. Hans von Hallwyl (1434–1504)[3], Offizier
- 4. Adrian I. von Bubenberg (1434–1479)[4], Schultheiss und Offizier
- 5. Hans Franz Nägeli, (1497–1579)[5]
- 6. Samuel Frisching (1638–1721), Schultheiss[6]
- 7. Thüring Fricker, (1429–1519)[7]
- 8. Niklaus Friedrich von Steiger, (1729–1799)[7]

Eine andere, aber weitgehend übereinstimmende Version findet sich in der Berner Woche von 1934.
- 1. Albrecht von Haller
- 2. Niklaus Manuel
- 3. Hans von Hallwyl
- 4. Adrian von Bubenberg
- 5. Thüring Fricker
- 6. Samuel (II) Frisching
- 7. Hans Franz Nägeli
- 8. Niklaus Friedrich von Steiger

Im Gegensatz zu diesen Identifikationen findet sich im Historisch-Topographisches Lexikon der Stadt Bern von Berchtold Weber eine andere Identifikation. Diese entspricht weitgehend der ersten:
- 1. Albrecht von Haller
- 2. Niklaus Manuel
- 3. Thüring Fricker
- 4. Niklaus Friedrich von Steiger
- 5. Samuel (II) Frisching
- 6. Hans Franz Nägeli
- 7. Hans von Hallwyl
- 8. Adrian von Bubenberg